# Partito Democratico Oromo
Il Paritito Democratico Oromo (in inglese Oromo Democratic Party, ODP) è un partito politico attivo in Etiopia, di sinistra, che rappresenta il gruppo etnico Oromo.
Fa parte dell'alleanza Fronte Democratico Rivoluzionario del Popolo Etiope (EPRDF), formata insieme al Movimento Democratico Nazionale Amhara, il Fronte democratico dei popoli etiopi meridionali e il Fronte Popolare di Liberazione del Tigrè. Alle elezioni legislative del 15 maggio 2005 la coalizione vinse 327 seggi su 527.
Alle elezioni dell'Assemblea regionale dell'agosto 2005, il partito vinse 387 seggi su 537 nella regione di Oromia e 14 seggi su 36 nella regione di Harar.
Alle elezioni parlamentari del 2015, la coalizione ha ottenuto 500 seggi, di cui 180 all'ODP, che risulta il partito di maggioranza relativa.